# Chiara Rosa
Chiara Rosa (Camposampiero, 28 januari 1983) is een Italiaanse kogelstootster. Ze is nationaal recordhoudster en nam tweemaal deel aan de Olympische Spelen: 2008 en 2012.

## Loopbaan
In 1999 won Rosa een bronzen medaille op de wereldkampioenschappen voor B-junioren in Bydgoszcz met een stoot van 14,64 m. Op het Europees kampioenschap onder 23 jaar in 2005 in Erfurt won ze wederom brons. Op de wereldkampioenschappen in Helsinki van datzelfde jaar was haar beste poging van 17,32 niet voldoende om de finale te halen.
In 2007 werd Chiara Rosa met 18,39 achtste op de WK in Osaka. Een jaar later werd zij op de Wereldindoorkampioenschappen vijfde met een PR-prestatie van 18,68. Over de 18 meter stootte ze eveneens op de Olympische Spelen in Peking. Met haar beste prestatie van 18,22 kwam ze er niet verder mee dan de dertiende plaats, een eind verwijderd van de 20,56 van de Nieuw-Zeelandse winnares Valerie Vili.
Chiara Rosa is studente en woont in San Michele delle Badesse.

## Titels
- Italiaans kampioene kogelstoten - 2006, 2007
- Italiaans indoorkampioene kogelstoten - 2006, 2008

## Persoonlijke records
| Onderdeel             | Tijd                | Datum        | Plaats   |
| --------------------- | ------------------- | ------------ | -------- |
| kogelstoten (outdoor) | 19,15 m (nat. rec.) | 24 juni 2007 | Milaan   |
| kogelstoten (indoor)  | 18,68 m             | 9 maart 2008 | Valencia |

## Palmares

### kogelstoten
Kampioenschappen
- 1999:  WK voor B-junioren - 14,64 m
- 2000: 12e WK U20 - 14,61 m
- 2002: 4e WK U20 - 16,53 m
- 2009:  Middellandse Zeespelen 17,34 m
- 2005:  EK U23 - 18,22 m
- 2005: 5e Universiade - 17,10 m
- 2006:  Europacup - 17,96 m
- 2006: 8e EK - 18,23 m
- 2007: 8e WK - 18,39 m
- 2007: 6e Wereldatletiekfinale - 17,82 m
- 2008: 5e WK indoor - 18,68 m
- 2008: 13e OS - 18,22 m
- 2009:  Middellandse Zeespelen - 17,24 m
- 2009:  Universiade - 18,21 m
- 2012: 7e European Cup Winter Throwing - 17,43 m
- 2012:  EK - 18,47 m
- 2012: 6e in kwal. OS - 18,30 m

Golden League-podiumplekken
- 2009:  ISTAF – 19,15 m